# I Don't Know How to Love Him
«I Don't Know How to Love Him» (español: No se cómo amarlo) es una canción de la ópera rock Jesus Christ Superstar de 1970, compuesta por Andrew Lloyd Webber y escrita por Tim Rice, interpretada por el personaje de María Magdalena quien es presentada teniendo un amor no correspondido con el personaje de Jesús. La melodía del tema principal fue objeto de escrutinios por no ser original, bajo el fundamento de ser muy similar a un tema del concierto de violín en Mi menor de Mendelssohn.
Fue el sencillo debut de la cantante Yvonne Elliman, logrando una buena aceptación del público y convirtiéndose en su primer Top 40 en los Estados Unidos y en Canadá. En 1972 fue agregada al tracklist de su álbum homónimo.
Varias versiones de la canción fueron realizadas en distintas producciones del musical, en Suecia fue interpretada bajo el título de "Vart Ska Min Karlek Fora" por Agnetha Fältskog, en Francia estuvo a cargo de la cantante Anne-Marie David, y en la producción en Madrid fue traducida y titulada "Es más que amor" e interpretada por la dominicana Ángela Carrasco.
Entre las versiones no operáticas, la más destacada fue la de la cantante australiana Helen Reddy, quién la lanzó como sencillo y se convirtió en su primer Top 20 en los Estados Unidos, Canadá y su natal Australia.
- Datos: Q5491986